# Andrea Menon
Andrea Menon (* 1995) ist ein Schweizer Unihockeyspieler, welche beim Nationalliga-A-Verein Zug United unter Vertrag steht.